# Zásmuky
Zásmuky (en allemand : Sasmuk) est une ville du district de Kolín, dans la région de Bohême-Centrale, en République tchèque. Sa population s'élevait à 2 116 habitants en 2024.

## Géographie
Zásmuky se trouve à 15 km au sud-ouest de Kolín, à 18 km à l'ouest de Kutná Hora et à 45 km à l'est-sud-est de Prague.
La commune est limitée par Ždánice et Toušice au nord, par Dolní Chvatliny, Bečváry et Drahobudice à l'est, par Vavřinec, Církvice et Skvrňov au sud, et par Horní Kruty, Barchovice et Malotice à l'ouest.

## Histoire
La première mention écrite de la localité date de 1285.

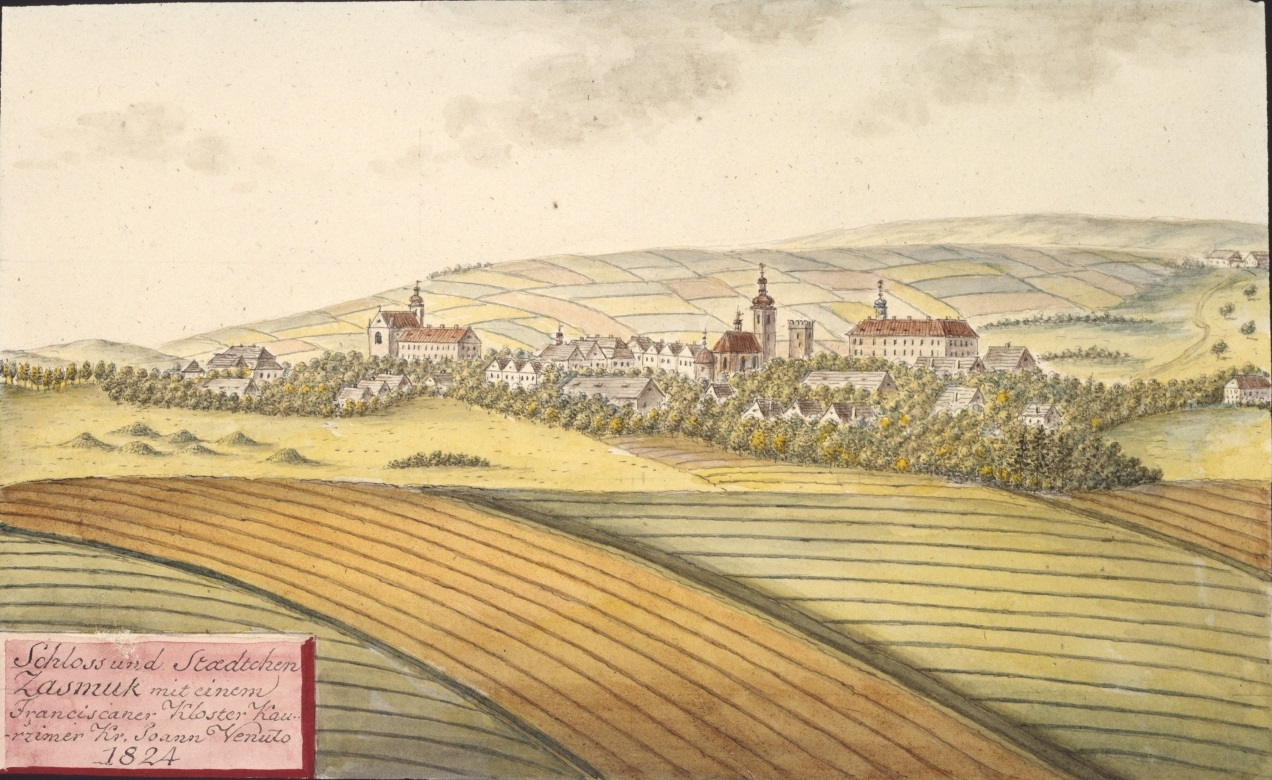
Monastère franciscain en 1804 par Joann Venuto.

## Administration
La commune se compose de cinq sections :
- Zásmuky
- Doubravčany
- Nesměň
- Sobočice
- Vršice

## Personnalité
- František Kmoch (1848-1912), compositeur et chef d'orchestre